# 修士别墅
修士别墅（Villa Monacone）是意大利卡普里岛的一座别墅，靠近卡普里奇岩。它的名字来自于对面的修士礁。
修士别墅建在岩石斜坡上。对于卡普里别墅来说，其建筑风格是不同寻常的。
从1954年到1986年，德国小说家莫妮卡曼与她的朋友安东尼奥·斯帕达罗曾一起住在修士别墅。罗马尼亚历史学家伊利亚德曾经在别墅的附属房屋里住过一段时间。